# عمرو بن يزيد الحربي
عمرو بن يزيد السعدي أو عَمرو بن يَزِيد بن عَبدِ الله الحَربِي السَّعدِي الخَولَانِي هو إحدى الشخصيات البارزة في تاريخ قبيلة حرب بن سعد بن سعد بن خولان وقد كان سيد قبائل بني سعد بن سعد كلها، قُتل في عام 130هـ في صعدة بعد معركة ضد قبائل الربيعة بن سعد بن خولان وحلفائهم من قبائل حمير وكندة

## نسبه
- عمرو بن يزيد بن عبد الله بن الحارث بن النعمان بن مالك بن الحارث بن سعد بن الحارث بن النعمان بن عمرو بن الفياض بن حرب بن سعد بن سعد بن خولان[4]

## شعره
هو القائل في الفتنة التي حدثت بين بني حرب وقال هذه الأبيات في حرب اخوية الفياض وثابت وكانت فتنة داخلية بين بطون حرب وقام عمرو بن يزيد بقتلهم لما تسببوا به من تفريق الصفوف ثم قُتل بعدها مما تسبب بخسارة الحرب نتيجة الفتنة الداخلية ابان حربهم مع ابناء عمومتهم الربيعة بن سعد بن خولان وحلفائهم من حمير وكندة ويقول بتلك الحرب قبل مقتله بيسير :  
يقول عن هذه الأبيات أبو محمد الهمداني: «ما قال أحد في العرب قديمها ولا حديثها أشجع من هذه الأبيات وهي فردة لا أخت لها.» 
وهو القائل مفاخراً بنصرة قومه بني حرب وغالب له:
وقال عمرو بن يزيد أيضاً في معركة الخبت التي حصلت بين بني حرب وغالب ضد الربيعة بن سعد وحلفائهم من حمير وهو يعدد اسماء قتلى قبيلة حمير الذين قتلوهم حرب وغالب:

## أنظر أيضاً
قبيلة حرب
خولان
قضاعة
صعدة
عكرمة بن عبيد الحربي
محمود بن علي الحربي
الحارث بن عمرو الحربي